# Премія імені Стефана Банаха
Головна премія імені Стефана Банаха Польського математичного товариства (ПМТ) — наукова премія, яку ПМТ присуджує з 1946 року за досягнення в математичних дослідженнях, опублікованих у вигляді книжок або наукових праць.

## Лауреати
| - 1946: Гуго Штейнгауз - 1947: Мечислав Бернацький - 1948: Владислав Орлич - 1949: Станіслав Мазур - 1950: Ян Мікусінський - 1951: Адам Белецький - 1952: Анджей Алексієвич - 1953: Станіслав Гартман - 1954: Тадеуш Лежанський - 1955: Вітольд Волібнер - 1956: Зоф'я Шмидт - 1957: Анджей Ґжеґорчик - 1958: Мечислав Альтман - 1959: Юзеф Медер - 1960: Кшиштоф Маврін - 1961: Чеслав Бессага - 1961: Александер Пелчинський - 1962: Едвард Сонсяда - 1963: Богдан Боярський - 1964: Збігнєв Цесельський - 1965: Ян Мицельський - 1966: Влодзмеж Млак - 1967: Веслав Желязко - 1968: Владислав Наркевич - 1969: Данута Пшеворська-Ролевич і Стефан Ролевич - 1970: Роман Дуда - 1971: Станіслав Квапень - 1972: Анджей Пельчар - 1973: Адам Генрик Торуньчик - 1974: Лешек Пахольський - 1976: Тадеуш Фіґель - 1977: Лех Древновський - 1979: Пшемислав Войтащик - 1982: Лех Маліґранда | - 1983: Томаш Бичковський - 1984: Марек Божейко - 1985: Войцех Банащик - 1986: Генрик Гудзік - 1987: Ярослав Земанек - 1988: Адам Пашкевич - 1990: Марек Ляссак - 1991: Павел Доманський - 1992: Марек Навроцький - 1993: Ришард Шварц - 1997: Маріуш Леманчик - 2001: Мечилав Мастило - 2002: Рафал Латала - 2002: Кшиштоф Олешкевич - 2003: Єжи Єзерський - 2003: Вацлав Мажантович - 2007: Гжегож Свйонтек - 2008: Лех Тадеуш Янушкевич - 2009: Томаш Довнарович - 2010: Адам Пашкевич - 2011: Томаш Коморовський - 2012: Яцек Свйонтковський - 2013: Генрик Возняковський - 2014: Кшиштоф Фрончек - 2015: Ян Окнінський - 2016: Адріан Лангер - 2017: Кшиштоф Богдан - 2018: Войцех Кухаж i Максим Радзивілл - 2019: Юрій Томилов - 2020: Єжи Вейман - 2021: Дам'ян Осайда - 2022: Пйотр Новак - 2023: Маріуш Мірек |